# Caribbean Moon
«Caribbean Moon» es una canción interpretada por el músico británico Kevin Ayers. Fue publicado como sencillo el 19 de abril de 1973 por Harvest Records en el Reino Unido.

## Lanzamientos
La canción fue publicada como sencillo el 19 de abril de 1973 a través de Harvest Records en el Reino Unido. «Caribbean Moon» no apareció en un ningún álbum de estudio de la banda hasta el álbum recopilatorio Odd Ditties (1976). También apareció en la reedición remasterizada de Bananamour como un bonus track.
La canción también apareció en los álbumes recopilatorios The Kevin Ayers Collection (1983), Banana Productions – The Best of Kevin Ayers (1989), Document Series Presents (1992), Songs for Insane Times: An Anthology 1969–1980 (2008), The Harvest Years 1969–1974 (2012), y en la caja recopilatoria de Cherry Red Records High in the Morning: The British Progressive Pop Sounds of 1973.

## Interpretaciones en vivo
Una versión en vivo, grabada el 25 de mayo de 1973 en el Queen Elizabeth Hall, apareció en el álbum recopilatorio Songs for Insane Times: An Anthology 1969–1980 (2008).

## Créditos y personal
Créditos adaptados desde las notas de sencillo.
Músicos
- Kevin Ayers – voz principal, guitarra, bajo eléctrico, producción
- Archie Leggett – bajo eléctrico, armonía
- Eddie Sparrow – batería
- Keith Bachelor – flauta
- Harry Smith – flautín
- Roy Smith-Field – flautín